# Schruns
Schruns mezőváros Ausztriában, Bludenz közelében, Vorarlbergben, a Bludenzi járásban. Területe 18,04 km². Népessége 2014. január elsején 3 632 fő volt, népsűrűsége 200 fő/km².

## Fekvése
A település a Montafon völgyben 700 méteres tengerszint feletti magasságban helyezkedik el.

## Látnivalók
- Szt. Jodok templom
- A Litz kápolna
- A kauensteini kolostortemplom
- A Fitsch-ház
- A montafoni tájmúzeum

## Képek

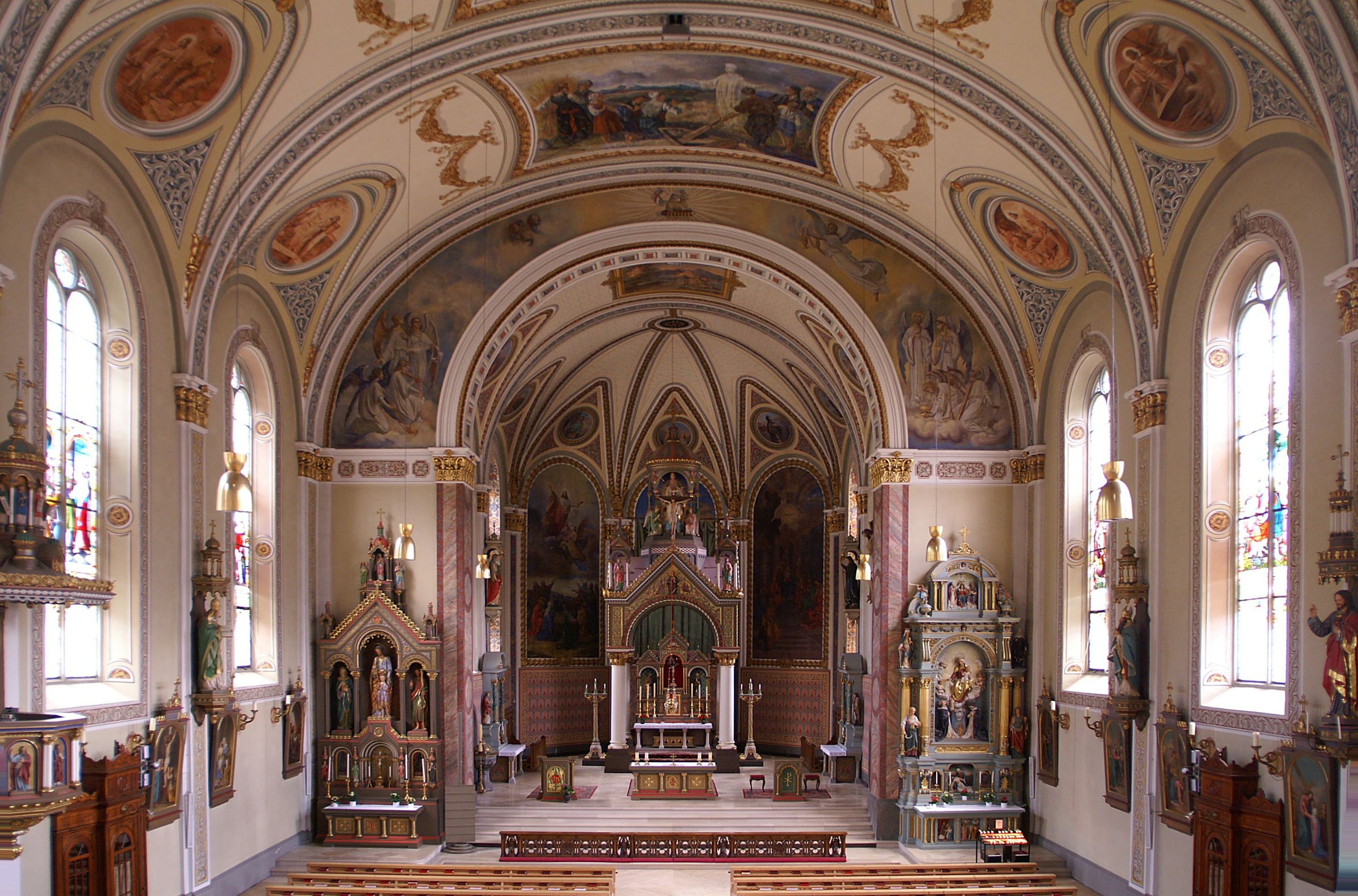
Szt. Jodok templom
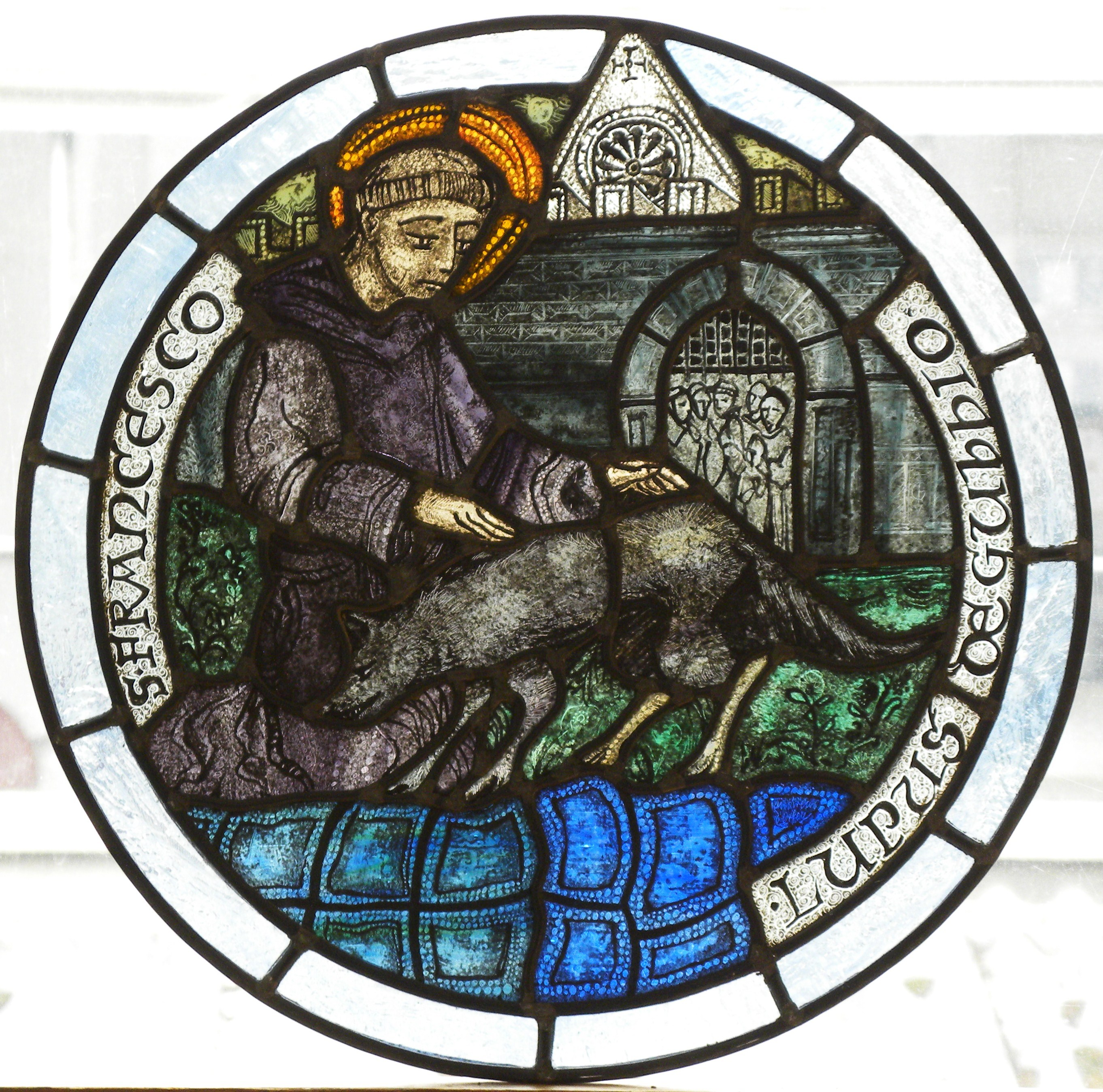
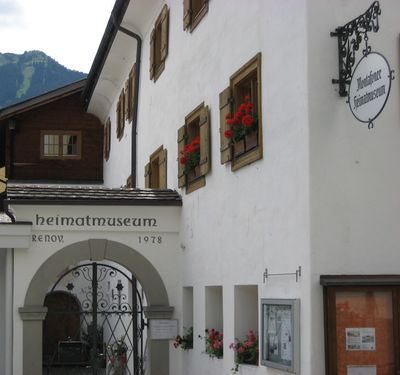
A tájmúzeum
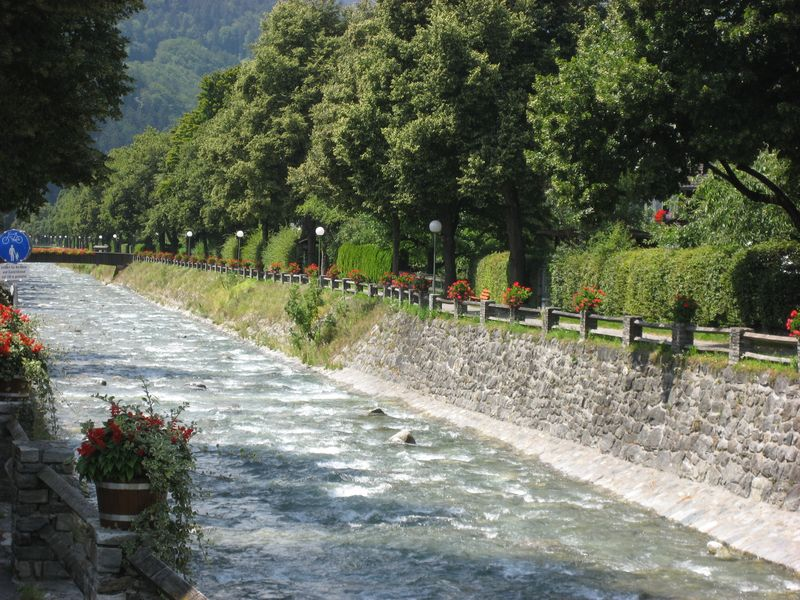
A promenád
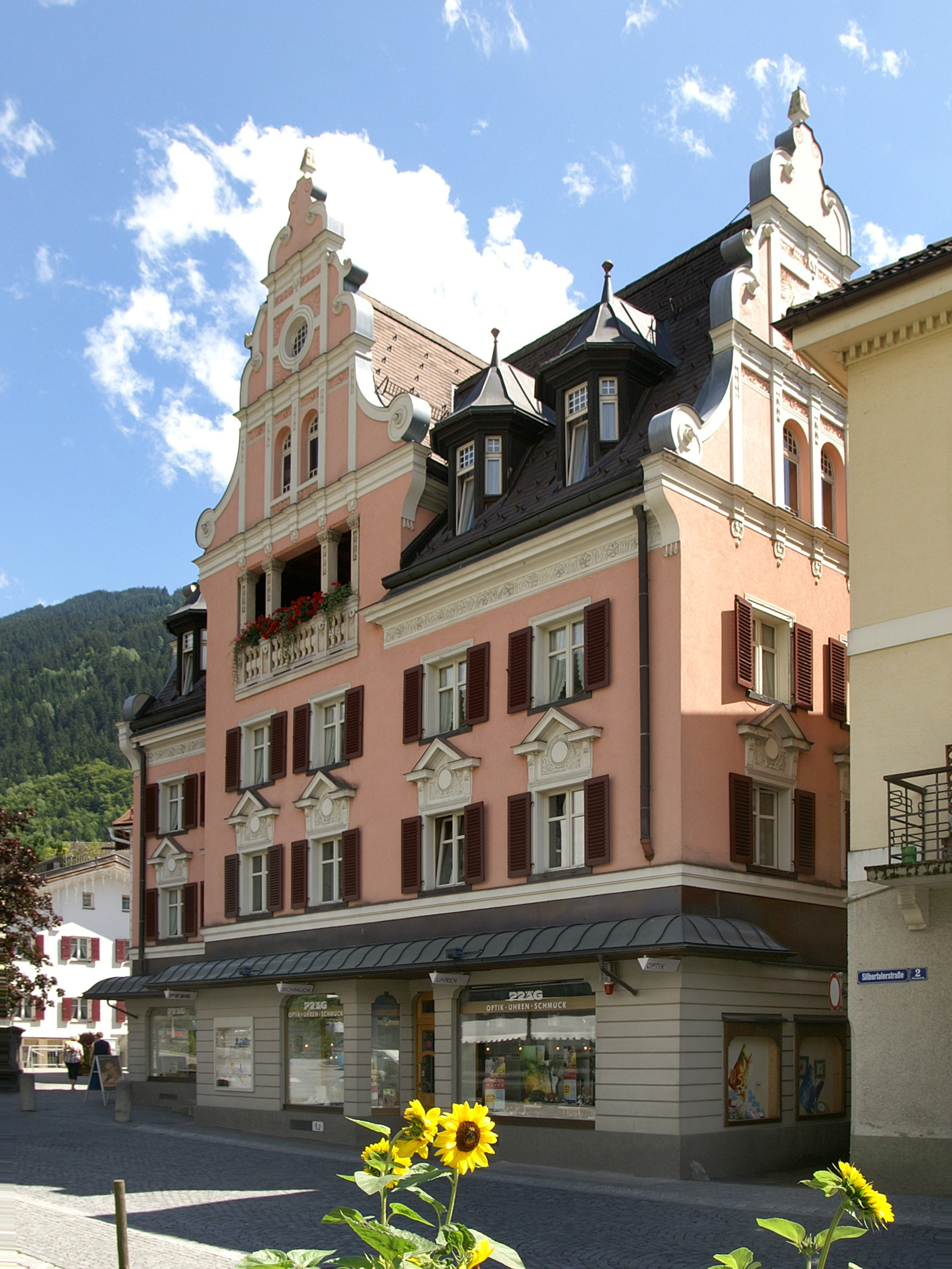
A Maklott-ház
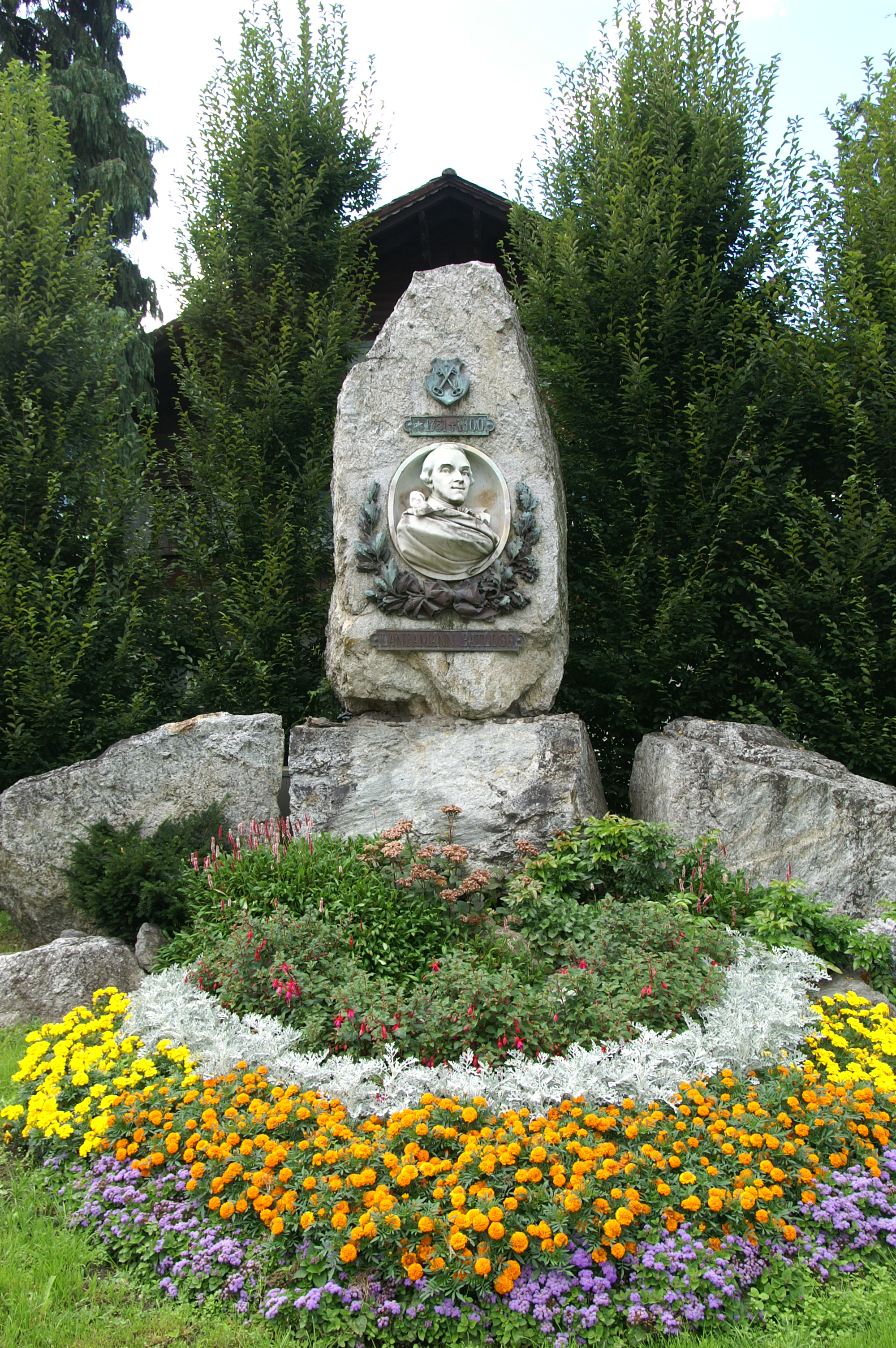

## Fordítás
- Ez a szócikk részben vagy egészben  a   Schruns című angol Wikipédia-szócikk ezen változatának fordításán alapul.  Az eredeti cikk szerkesztőit annak laptörténete sorolja fel. Ez a jelzés csupán a megfogalmazás eredetét és a szerzői jogokat jelzi, nem szolgál a cikkben szereplő információk forrásmegjelöléseként.